# Attilio Fontana
Attilio Fontana, född 28 mars 1952, är en italiensk politiker från Varese i Lombardiet.
Han är aktiv i Lega Lombarda och Lega Nord (LN) och var borgmästare i Induno Olona från 1995 till 1999. Han valdes in i Lombardiets regionalråd för LN 2000 och 2005 och var rådets ordförande fram till juli 2006. Han blev omvald i maj 2011 med 53,8% av rösterna i sista omgången. Efter detta hade han nått den övre gränsen för antal mandatperioder för ordförandeämbetet och lämnade det i juni 2016.
Den 15 januari 2018 sade Fontana att den vita rasen och västerländska kulturen var i fara på grund av migrantströmmar från Afrika. Detta skapade mycket protester och kritik från center-vänster-partiet Demokratiska partiet och även från antietablissemangspartiet Femstjärnerörelsen, vars kandidater var hans huvudrivaler i Lombardiets regionalval 2018. Den 4 mars 2018 vann Fontana valet med 50 % av rösterna i första omgången.